# Taradeau
Taradeau (Taradèu trong tiếng provençal) là một xã, thuộc tỉnh Var trong vùng Provence-Alpes-Côte d’Azur, Pháp. Xã này có diện tích 17,31 km², dân số 1694 người. Xã này nằm ở khu vực có độ cao từ 44-259 mét trên mực nước biển. 

## Biến động dân số
| Năm    | 1962 | 1968 | 1975 | 1982 | 1990 | 1999 | 2006 |
| ------ | ---- | ---- | ---- | ---- | ---- | ---- | ---- |
| Dân số | 367  | 421  | 535  | 774  | 1151 | 1619 | 1685 |

|
source= INSEE